# 桑坦德省 (西班牙)
桑坦德省（西班牙語：Provincia de Santander）是西班牙的一个历史省份，现在是坎塔布里亚单省自治区。

## 历史
桑坦德省最早的原型是设立于18世纪末期的桑坦德海事省，在法国大革命和半岛战争期间被解散。哈维尔·德·布尔戈斯在1833年西班牙行政区划分时沿用桑坦德省，省会为桑坦德市，属于旧卡斯蒂利亚历史地区的一部分。桑坦德省在之前被称为坎塔布里亚，得名于早期凯尔特部落坎塔布里人；或称为蒙塔尼亚（Montaña），中文意为山，指该地区坎塔布里亚山脉的山区地形。
西班牙民主转型后，坎塔布里亚自治法获得通过，桑坦德省变更为坎塔布里亚单省自治区。